# シティ・オブ・ブラックタウン
シティ・オブ・ブラックタウン (City of Blacktown) は、オーストラリア・ニューサウスウェールズ州の地方公共団体。

## 概要
シティ・オブ・ブラックタウンの市役所が設けられているブラックタウンは、シドニー中心業務地区（CBD）の西34キロメートルに位置する。北西をシティ・オブ・ホークスベリー、北東をザ・ヒルズ・シャー、南東をシティ・オブ・パラマッタとシティ・オブ・ホルロイド、南をシティ・オブ・フェアフィールド、西をシティ・オブ・ペンリスと接する。
市内でシドニーの東西の交通軸であるウェスタン・モーターウェイ（en）とシドニーの環状道路を形成するウェスタン・シドニー・オービタル（en）が交差する。また、シティレールウェスタン線（en）が市内を東西に横断し、東はシドニーCBD、西は、ペンリス方面へ接続している。また、ブラックタウン駅でウェスタン線は、支線が分岐し、リッチモンド駅へ北西方向に伸びる。
地方公共団体単位で数えた場合、クイーンズランド州のシティ・オブ・ブリスベン（104万人）、ゴールドコースト・シティ（52万人）、モールトン・ベイ・リージョン（39万人）、サンシャイン・コースト・リージョン（32万人）に次いでオーストラリアの地方公共団体では5番目に多い人口の30万人を有する（首都のキャンベラは、地方公共団体ではないので、除いてある。キャンベラの2009年時点での推定人口は、35万人）。ニューサウスウェールズ州では最大である。

## 構成サバーブ
シティ・オブ・ブラックタウンは、以下のサバーブおよび村で構成されている。
- アカシア・ガーデンズ（Acacia Gardens）
- アーンデル・パーク（Arndell Park）
- ビッドウィル（Bidwill）
- ブラケット（Blackett）
- ブラックタウン（Blacktown）
- バンガリビー（Bungarribee）
- コールビー（Colebee）
- ディーン・パーク（Dean Park）
- ダーラク（Dharruk）
- ドゥーンサイド（Doonside）
- イースタン・クリーク（Eastern Creek）
- エマートン（Emerton）
- グレンデニング（Glendenning）
- グレンウッド（Glenwood）
- ハサル・グローヴ（Hassall Grove）
- ヘバーシャム（Hebersham）
- ハンティング・ウッド（Huntingwood）
- ケリーヴィル・リッジ（Kellyville Ridge）
- キングス・ラングレー（Kings Langley）
- キングス・パーク（Kings Park）
- レイラー・パーク（Lalor Park）
- レスブリッジ・パーク（Lethbridge Park）
- マラヨング（Marayong）
- マースデン・パーク（Marsden Park）
- ミンチンベリー（Minchinbury）
- マウント・ドルイト（Mount Druitt）
- オークハースト（Oakhurst
- パークリー（Parkley）
- プランプトン（Plumpton）
- プロスペクト（Prospect）の西部。シティ・オブ・ホルロイドにまたがる。
- クエーカーズ・ヒル（Quakers Hill）
- リヴァーストーン（Riverstone）
- ロープス・クロッシング（Ropes Crossing）
- ラウズ・ヒル（Rouse Hillの一部。ザ・ヒルズ・シャーにまたがる。
- ルーティ・ヒル（Rooty Hill）
- スコーフィールズ（Schofields）
- セブン・ヒルズ（Seven Hills）
- シャルヴェイ（Shalvey）
- シェーンズ・パーク（Shanes Park）
- スタンホープ・ガーデンズ（Stanhope Gardens）
- セント・メアリーズ（St Marys）の一部。シティ・オブ・ペンリスにまたがる。
- ザ・ポンズ（The Ponds
- トゥーンガビー（Toongabbie）の一部。シティ・オブ・パラマッタ、シティ・オブ・ホルロイドにまたがる。
- トゥレギア（Tregear）
- ヴァインヤード（Vineyard）
- ワラン（Whalan）
- ウィルモット（Tregear）
- ウッドクロフト（Woodcroft）

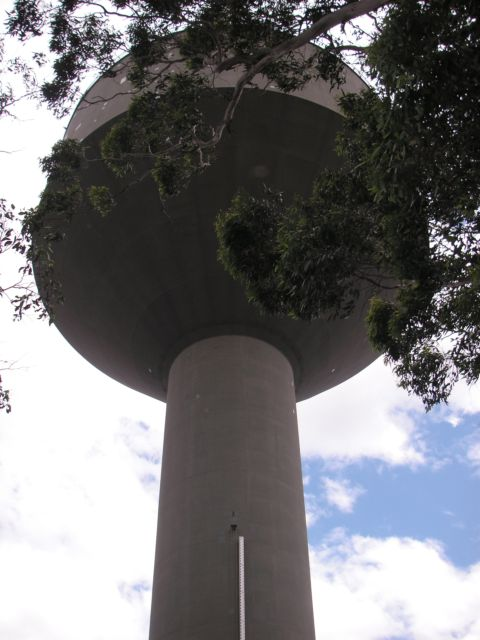
アカシア・ガーデンズの貯水塔
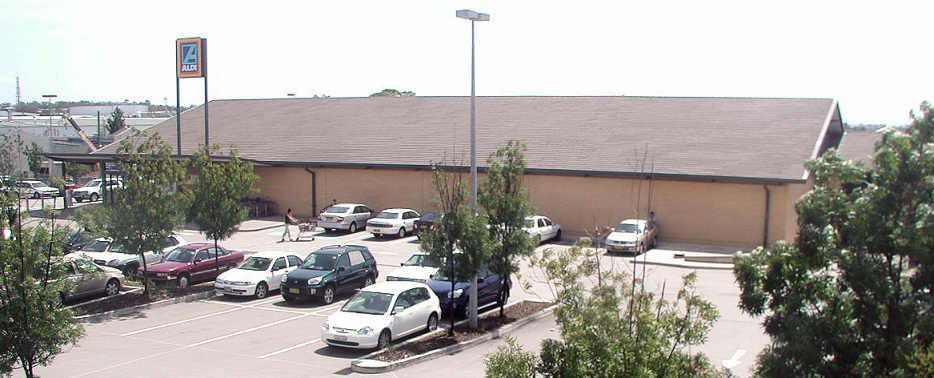
アーンデル・パーク
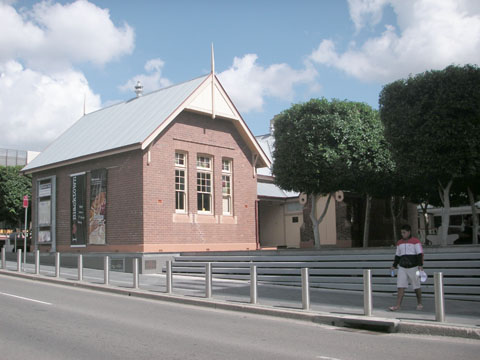
ブラックタウンの観光センター
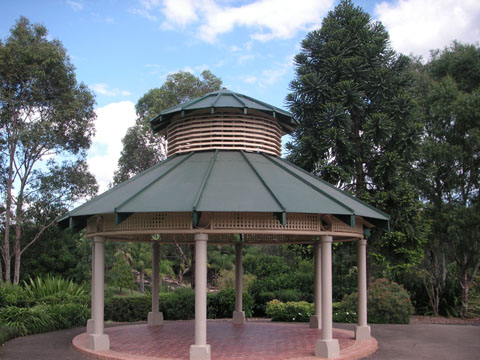
Nurragingy自然保護区（ドゥーンサイド）
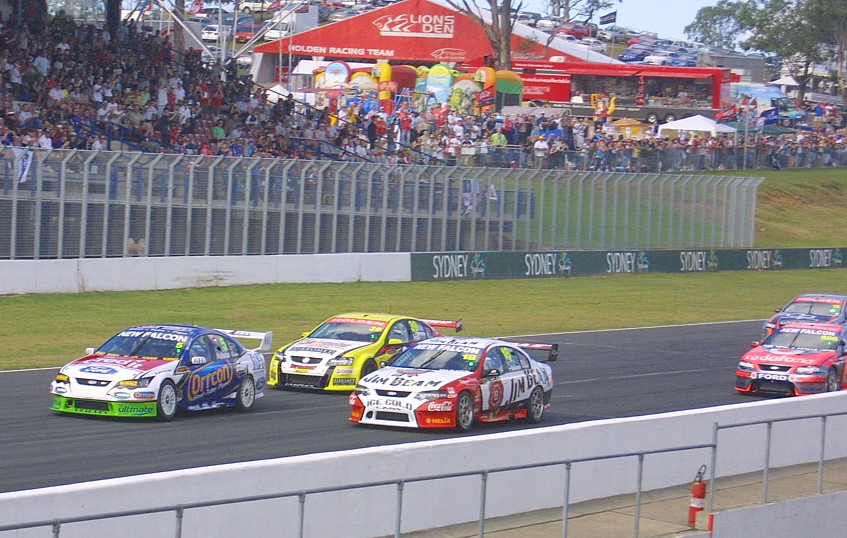
シドニー・モータースポーツ・パーク（イースタン・クリーク）
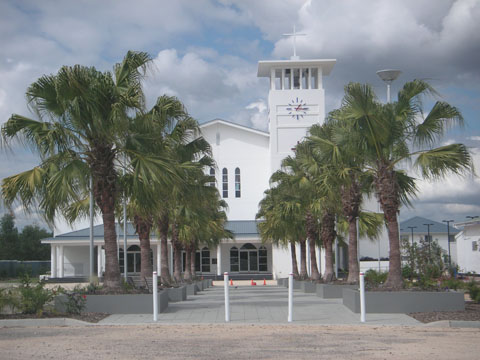
トンガ人の教会（グレンデニング）
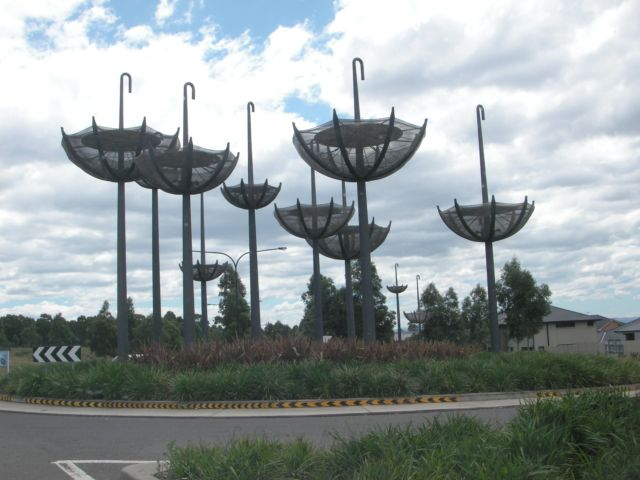
ケリーヴィル・リッジの交差点
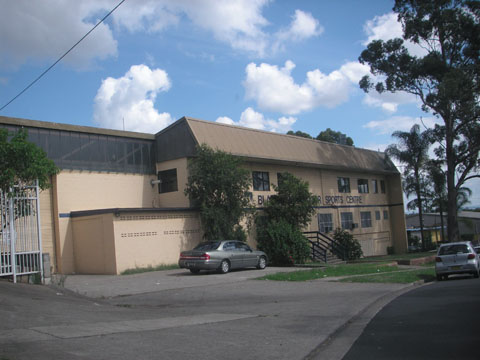
キングス・パークの屋内スポーツセンター
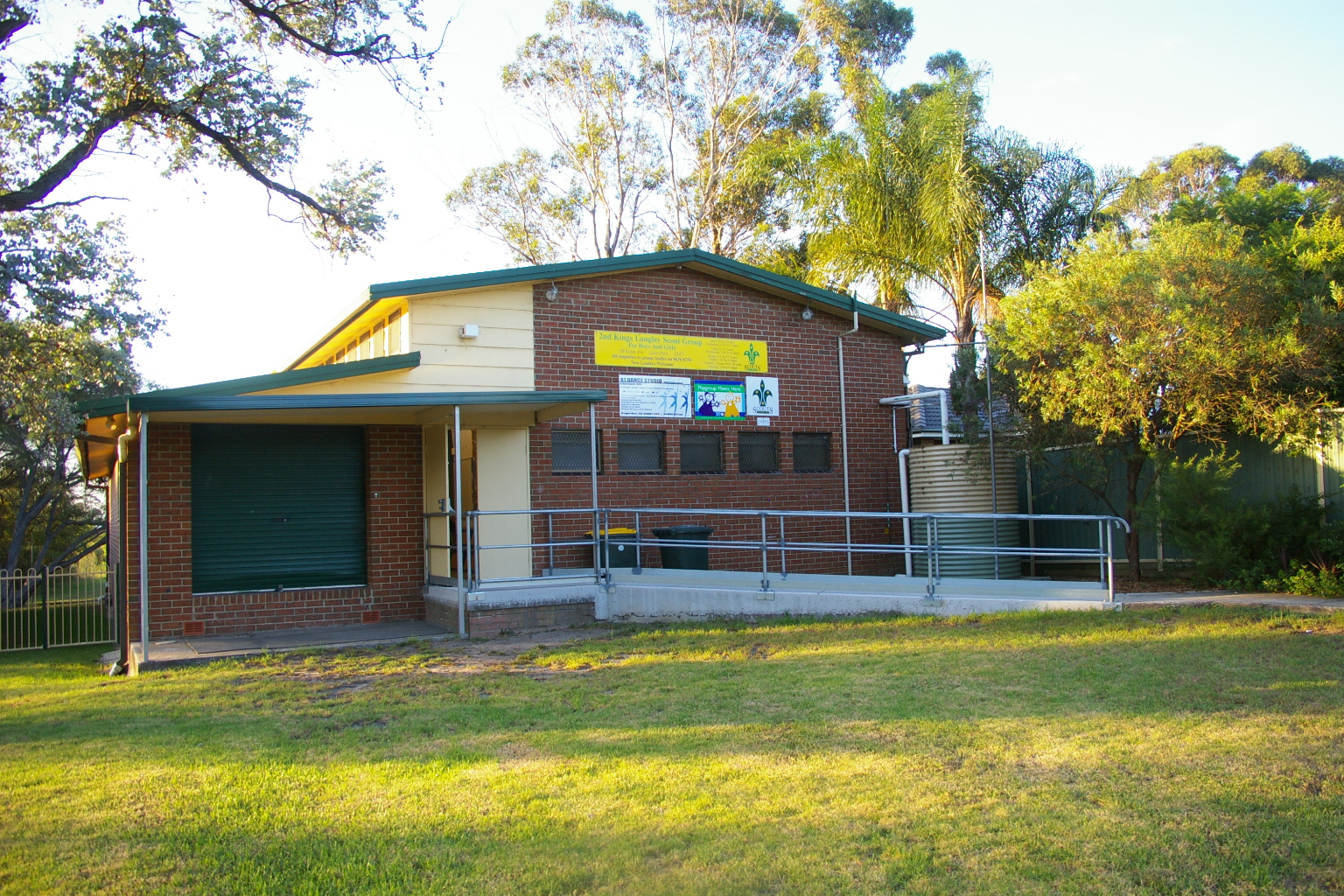
レイラー・パークのスカウト・ホール
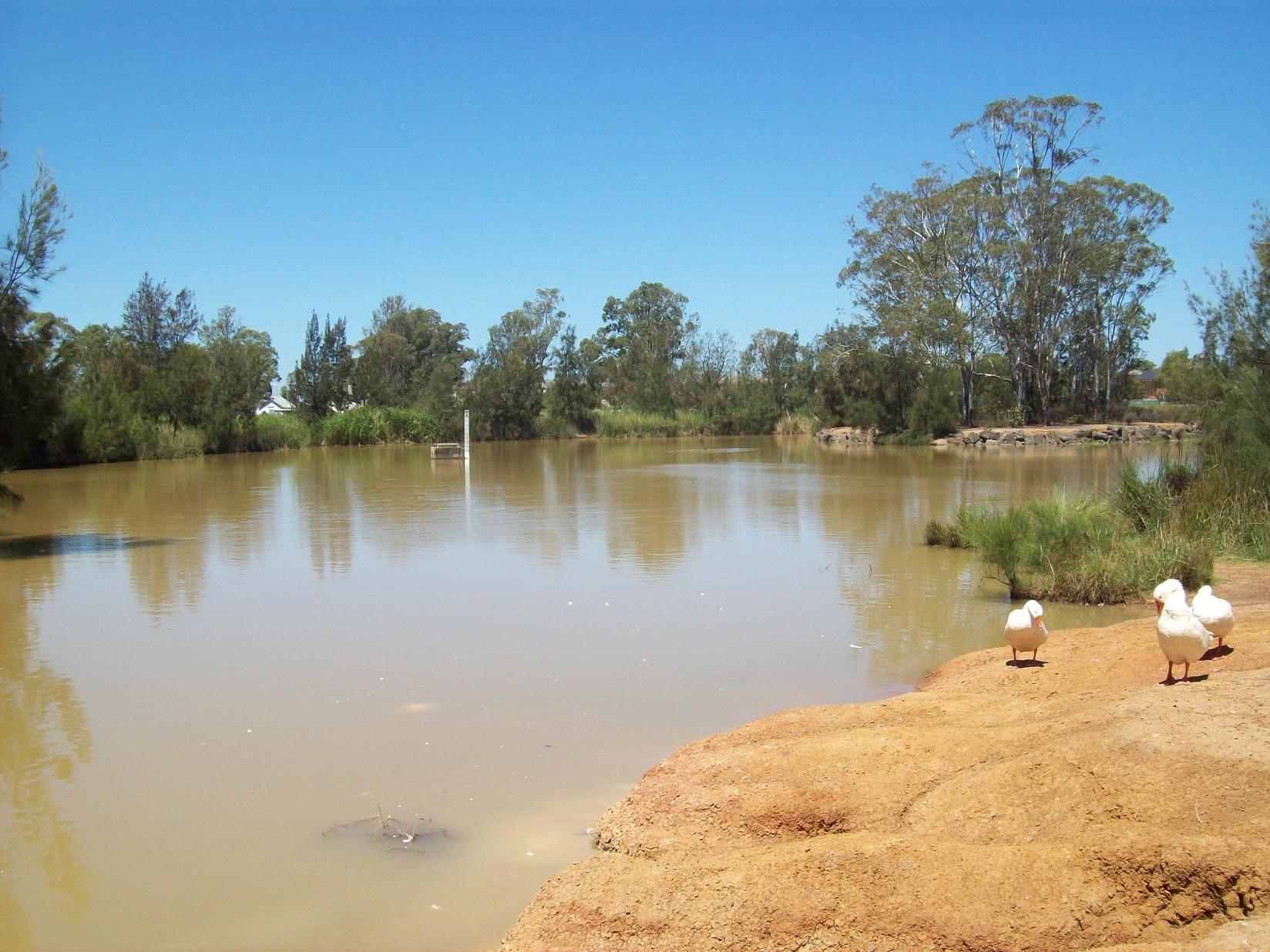
プランプトン公園内の湖
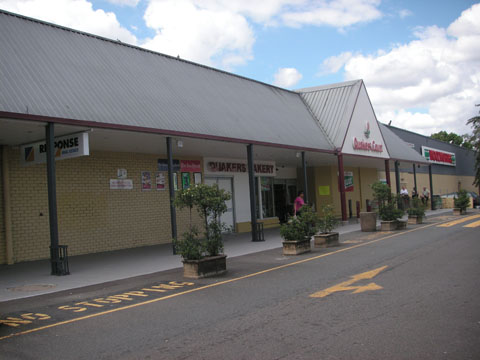
クエーカーズ・ヒルのショッピングセンター
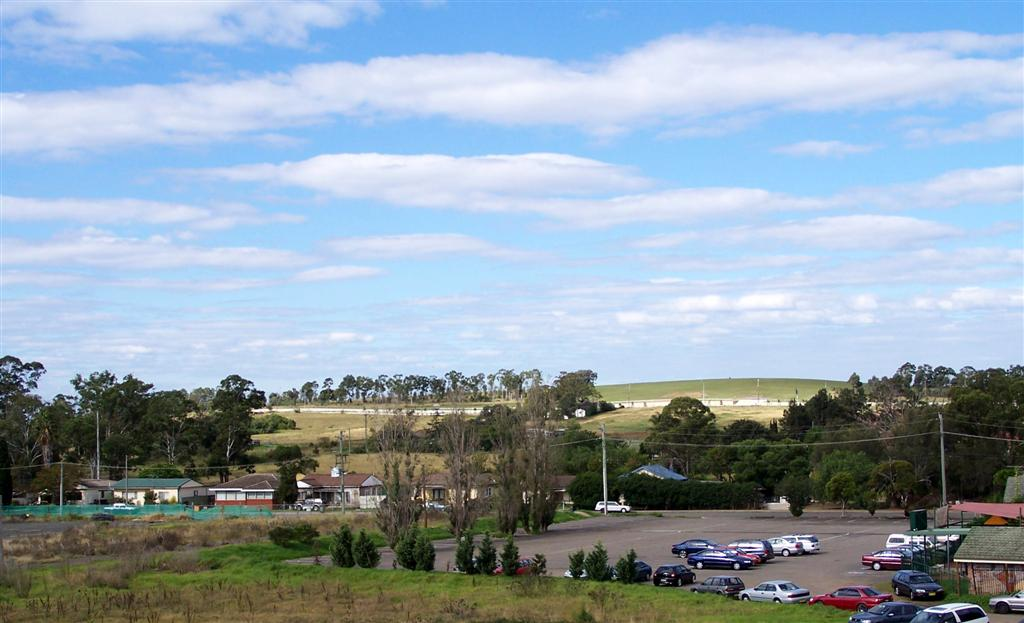
ルーティ・ヒル
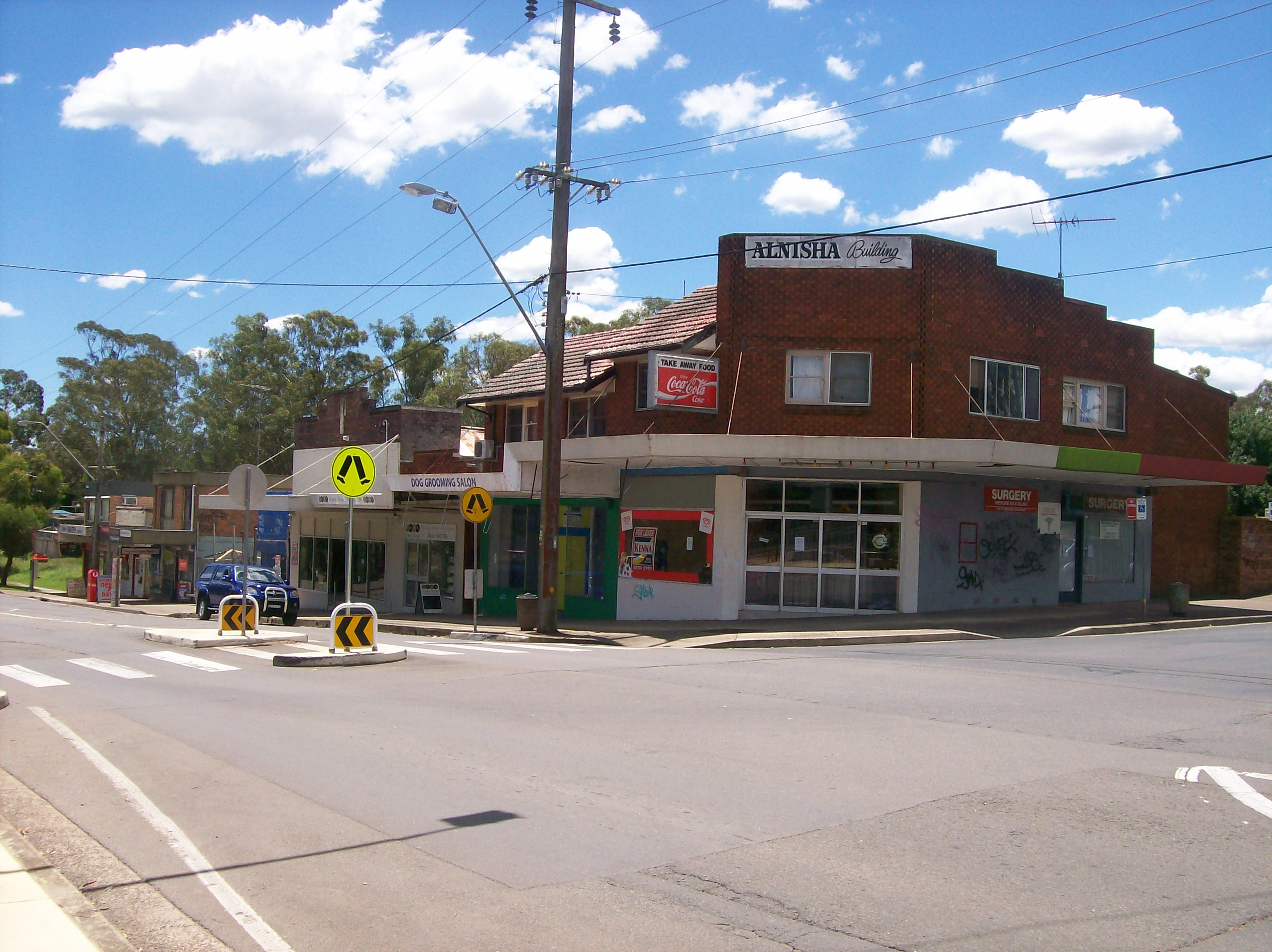
スコーフィールズ
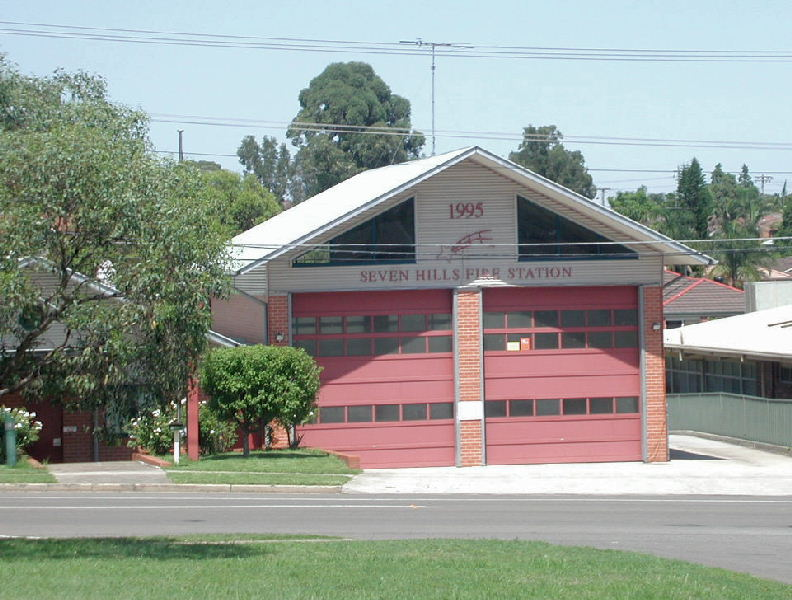
セブン・ヒルズの消防署
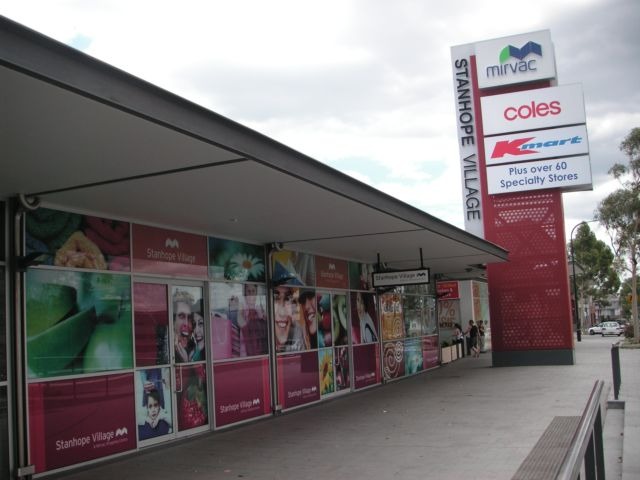
スタンホープ・ガーデンズのショッピングセンター
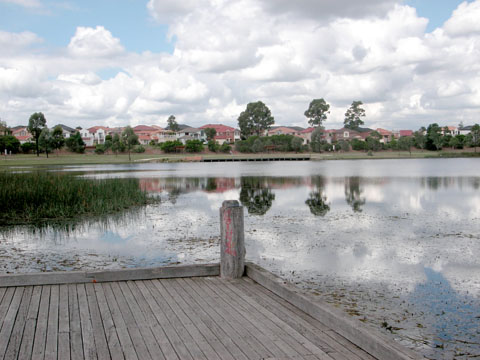
ウッドクロフトの湖

## 議会
シティ・オブ・ブラックタウンの議会は、15人によって構成される。任期は4年。選挙区は5つで、それぞれの選挙区から3人が選出される。市長は、議会選挙後、最初の議会で、12人の議員から選出される。最新の議会選挙は、2012年9月8日に実施された。オーストラリア労働党7議席、オーストラリア自由党7議席、無所属1議席である。市長は、オーストラリア自由党のLen Robinson。

## 姉妹都市
シティ・オブ・ブラックタウンは、以下の2つの都市と姉妹都市である。
- ポリルア（ニュージーランド・北島。1984年から[8]）
- 寿城区（大韓民国・大邱広域市。1994年から[8]）
- 聊城市（中華人民共和国・山東省。2003年から[8]）
- リヴァプール・プレーンズ・シャー（ニューサウスウェールズ州。2005年から[8]）